# جووانی لومباردو رادیچه
جووانی لومباردو رادیچه (ایتالیایی: Giovanni Lombardo Radice؛ زادهٔ ۲۳ سپتامبر ۱۹۵۴) بازیگر اهل ایتالیا است. وی از سال ۱۹۸۰ میلادی تاکنون مشغول فعالیت بوده‌است.
از فیلم‌ها یا برنامه‌های تلویزیونی که وی در آن نقش داشته‌است، می‌توان به ترس از صحنه، یازده روز، یازده شب، دارودسته‌های نیویورکی، طالع نحس و دختر شیطان اشاره کرد.